# Suramericano de Natación de 2004 - 1500 m. Libre Femenino
La prueba de 1500 m libre femenino del campeonato sudamericano de natación de 2004 se realizó el 28 de marzo de 2004, el cuarto y último día de competencias del campeonato.

## Resultados
| Posición | Carril | Nadador             | Tiempo          |  |
| -------- | ------ | ------------------- | --------------- |  |
| 1        | 5      | Kristel Kobrich     | 16:24.39. RS RC |  |
| 2        | 6      | Cecilia Biagioli    | 17:07.92.       |  |
| 3        | 4      | Nayara Ribeiro      | 17:13.65.       |  |
| 4        | 3      | Paola Duguet        | 17:18.57.       |  |
| 5        | 2      | Ana Muñiz           | 17:32.61.       |  |
| 6        | 7      | Karina Clavo        | 17:59.52.       |  |
| 7        | 1      | Cecilia Von Borries | 18:11.81.       |  |
| 8        | 8      | Paola Abad          | 18:24.68.       |  |
|          |        |                     |                 |  |
| 9        |        | Marcela Perez       | 18:28.19.       |  |
| 10       |        | Ingrid Verberck     | 18:52.70.       |  |
| 11       |        | Paola Benavides     | 19:09.06.       |  |